# ジロ・ディ・ロンバルディア2009
ジロ・ディ・ロンバルディア2009(Giro di Lombardia 2009、HIS)は、ジロ・ディ・ロンバルディアの103回目のレース。2009年10月17日に行われ、終盤で逃げ集団が吸収され、エース級が残った集団で最後の上りとなるサンフェルモ・デッラ・バッターリアに突入。この上りでフィリップ・ジルベールがアタック、反応出来たのはサムエル・サンチェスのみで、そのまま2人で頂上を通過。後続も追いかけるも勝負は2人のスプリント争いとなり、これを制したジルベールが初優勝。9年ぶりにイタリア人以外のウィナーが誕生した。
日本人では新城幸也が出場、完走120人中119位と成績はふるわなかったが、完走は果たした。

## 結果
ヴァレーゼからコモまでの242km
| 順位 | 選手名                       | 国籍           | チーム                                | 時間          |
| ---- | ---------------------------- | -------------- | ------------------------------------- | ------------- |
| 1    | フィリップ・ジルベール       | ベルギー       | サイレンス・ロット                    | 5時間43分46秒 |
| 2    | サムエル・サンチェス         | スペイン       | エウスカルテル・エウスカディ          | 同            |
| 3    | アレクサンドル・コロブネフ   | ロシア         | チーム・サクソバンク                  | +04秒         |
| 4    | ルカ・パオリーニ             | イタリア       | アクア & サポーネ＝カッフェ・モカンボ | 同            |
| 5    | ジョニー・ホーヘルラント     | オランダ       | ヴァカンソレイル                      | 同            |
| 6    | ロベルト・ヘーシンク         | オランダ       | ラボバンク                            | 同            |
| 7    | アレクサンドル・ヴィノクロフ | カザフスタン   | アスタナ                              | 同            |
| 8    | ダニエル・マーティン         | アイルランド   | ガーミン・スリップストリーム          | 同            |
| 9    | フアン・ホセ・コーボ         | スペイン       | フジ・セルベット                      | 同            |
| 10   | カデル・エヴァンス           | オーストラリア | サイレンス・ロット                    | 同            |
| 119  | 新城幸也                     | 日本           | Bbox ブイグテレコム                   | +17分10秒     |